# Železniční stanice Hod ha-Šaron Sokolov
Železniční stanice Hod ha-Šaron Sokolov (hebrejsky תחנת הרכבת הוד השרון—סוקולוב, Tachanat ha-rakevet Hod ha-Šaron Sokolov) je železniční stanice na železniční trati Tel Aviv-Ra'anana v Izraeli.
Leží v centrální části Izraele, v pobřežní planině, cca 9 kilometrů od břehu Středozemního moře v nadmořské výšce okolo 60 metrů. Je situována na severovýchodní okraj aglomerace Tel Avivu, konkrétně na pomezí měst Kfar Saba a Hod ha-Šaron. Stanice je situována u silnice číslo 531 a u ulice Sokolov.
Byla otevřena roku 2006. Šlo o součást dlouhodobých investic směřujících k posílení a zahuštění železniční sítě v aglomeraci Tel Avivu. V jejich rámci došlo k využití části východní železniční trati, z níž se postavila nová severozápadní odbočka do měst Kfar Saba a Hod ha-Šaron. Stanice je obsluhována autobusovými linkami společnosti Egged. K dispozici jsou parkovací místa pro automobily, automaty na nápoje, prodejní stánky a veřejný telefon.